# Quasi-Park Narodowy Amami Guntō
Quasi-Park Narodowy Amami Guntō (jap. 奄美群島国定公園 Amami Guntō Kokutei Kōen) – quasi-park narodowy na wyspach Amami na południe od Kiusiu (Kyūshū), w Japonii.
Wyspy te należą do prefektury Kagoshima. Park ma obszar 78,61 km², jest klasyfikowany jako chroniący dziką przyrodę (kategoria Ib) według IUCN.
Celem założenia parku była ochrona środowiska naturalnego wysp wchodzących w skład tego niewielkiego archipelagu: Amami Ōshima, Kikai-jima, Toku-no-shima, Okierabu-jima, Yoron-jima. Wyspy te są zamieszkane przez rzadkie gatunki zwierząt: amami-no-kuro-usagi (Pentalagus furnessi), amami-toge-nezumi (Tokudaia osimensis; gatunek szczura), rurikakesu (sójka wspaniała Garrulus lidthi), akahige (słowik rudzikowy Erithacus komadori lub słowik czarnolicy Erithacus akahige), także węże i salamandry. 
Obszar ten został wyznaczony jako quasi-park narodowy 15 lutego 1974. Podobnie jak wszystkie quasi-parki narodowe w Japonii, jest zarządzany przez samorząd lokalny prefektury.